# Gabonawhisky

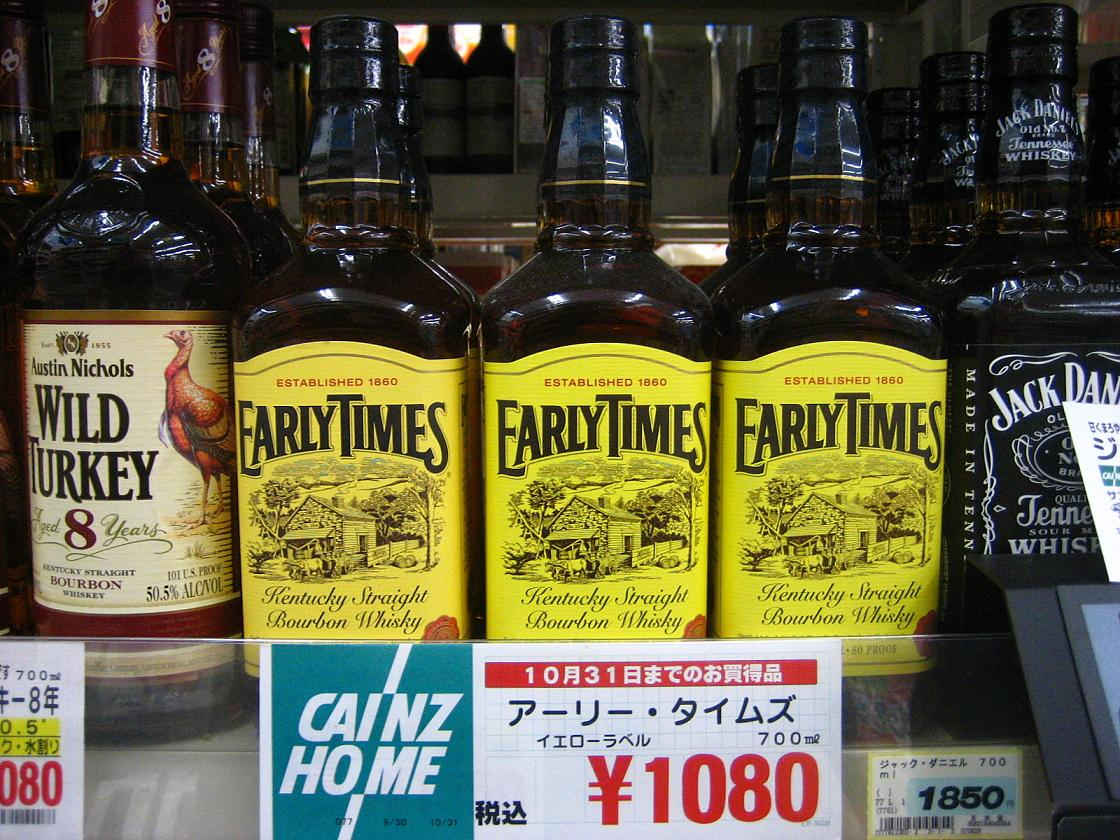
Wild Turkey és Early Times bourbon whiskyk

A gabonawhisky (grain whisky) olyan whiskyfajták gyűjtőneve, melyeknek a cefréje nagy arányú malátázatlan gabonát tartalmaz. Ezek a whiskyk két fő csoportba sorolhatók. Konkrét whiskyfajtaként a gabonawhisky kifejezés általában ipari szeszfinomítóban készült, másféle whiskykhez képest jellegtelen, önmagában igen ritkán palackozott whiskyt jelent, melyet szinte mindig karakteresebb whiskykkel keverve, azaz kevert whiskyként (blended whisky) hoznak forgalomba – ilyen például a skót és az ír gabonawhisky. A hagyományosabb gabonawhiskyk ezzel szemben önálló italként népszerűek, és gabonawhisky megnevezés helyett további kategóriákba sorolják őket – ilyen a legtöbb amerikai whisky, például a bourbon whisky. A gabonawhiskyk cefréje a legtöbbször árpamalátát is tartalmaz; hagyományosan ez biztosítja a keményítő elcukrosításához szükséges enzimeket.
Egyéb whiskyfajták cefréje is tartalmazhat valamennyi malátázatlan gabonát, de ezeket nem sorolják a gabonawhiskyk közé. Ilyen például az amerikai malátawhisky vagy az ír pot still whisky.

## Cefrézés és erjesztés
A gabonawhiskyk közötti nagy különbségek és az eltérő alapanyagok ellenére a gabona cefrézése és erjesztése általában nagyon hasonlóan történik.

### Őrlés
A gabonát általában megőrlik, de időnként kihagyják ezt a lépést és egész gabonaszemeket használnak. Az őrlés roncsolja a gabona szerkezetét, így segíti a keményítő feltárását, illetve finomra őrléskor a keményítő későbbi elcsirizesedését is. Az európai uniós törvények szerint a whiskycefrének teljes gabonaszemekből kell állnia, tehát ha megőrlik, az alapanyag csak teljes kiőrlésű gabona lehet. Az őrlés többletköltséget jelent, így az adott üzem sajátosságaitól függ, hogy megtérül-e a költsége a rövidebb főzés által, vagy érdemesebb mellőzni.

### Főzés
A gabonát víz (vagy újrahasznosíott cefrelé) hozzáadása után magas nyomáson főzik. Ettől a magszerkezet szétroncsolódik, majd a keményítőszemcsék elcsirízesednek, végül a keményítő eloszlik (szuszpenzióba kerül) a vízben, így hozzáférhetővé válik az enzimek, majd az élesztők számára. A főzés befejeztéig a legtöbb gabonawhiskyhez malátapép is készül finomlisztté őrölt árpamalátából, melyet víz hozzáadása után 20-30 percig nagyjából 40 °C melegben tartanak, mielőtt a gabonapéphez kevernék.

### Kifúvás(blow-down)
A nyomás alatt lévő gabonapépet egy tartályba engedik. Az ekkor fellépő nyomáscsökkenés fontos szerepet játszik abban, hogy a még épen maradt magrészek felrobbannak (popcorn-hatás) és a megmaradt kötött keményítő is szabaddá válik. Főzéskor általában nem szabadul fel az összes keményítő, mert ügyelni kell a túlfőzés elkerülésére – ez barnulással (Maillard-reakció) és karamellizációval járna, ami szintén csökkentené a szeszkihozatalt. A lehűlésnek indult gabonapép a keményítő retrogradációja miatt hajlamos a kocsonyásodásra, ami a gyakorlatban nem fordítható vissza és megakadályozza a cefre elcukrosítását. A retrogradáció a melegen tárolt cefrében is megindulhat, így általában közvetlenül kifúvás után a cefrét gyorsan lehűtik a malátaenzimek működési hőmérsékletére (legalább 68 °C-ra), majd hozzáadják a malátapépet, és azonnal megkezdődik a keményítő elcukrosodása. Ha a lehútés nem elég gyors vagy nem elég pontos, akkor a cefre kocsonyásodni kezdhet, vagy a hőtől megsérülhetnek az enzimek.

### Elcukrosodás
A maláta enzimei (főleg az alfa-amiláz) megkezdik a keményítő lebontását, így csökkentik a cefre viszkozitását és megakadályozzák a gabonapép kocsonyásodását. Skóciában a malátát tilos hozzáadott enzimekkel kipótolni, így 10-11%, de időnként 15% malátát is adagolnak. Skócián kívül a maláta mellett hozzáadott enzimek is használhatók, az Európai Unión kívül pedig teljesen mellőzhető a maláta használata, de a gyakorlatban ez utóbbi nem jellemző. Legfeljebb 30 percig tartják a cefrét 62–65 °C hőmérsékleten, mialatt a keményítő cukrokká, elsősorban maltózzá alakul. Az összetett folyamat több lépcsőben történik, elsősorban α- és β-amiláz, illetve limit-dextrináz által. Léteznek folyamatos üzemű elcukrosítók is, melyekben átlagosan 20 perc alatt megy végbe a folyamat. Az egyik nagy különbség a whiskyfőzés és a sörfőzés között, hogy elcukrosítás után nem forralják fel a cefrét, így a hőérzékeny enzimek erjedés közben is aktívak maradnak, és a dextrinek további feldolgozásával növelik az erjeszthető cukrok mennyiségét. A mai gabonalepárlókban (a malátalepárlókkal ellentétben) általában nem szűrnek levet a cefréből, hanem a teljes cefrét erjesztik meg és párolják le. Ha szűrik is, jellemzően csak bizonyos mértékben, amennyire az üzem felszereltsége ezt szükségessé teszi. A cefreszűrés időigényes és a keményítő egy része a gabonában maradhat, ami rosszabb kihozatalt jelent.

### Erjesztés
A cefréhez élesztőt adnak, mely a cukrokat elfogyasztva elsősorban etil-alkoholt és szén-dioxidot termel, mellette azonban egyéb alkoholok, savak, észterek és más vegyületek is képződnek; összesen mintegy 400 féle vegyület. A kierjedt cefre sokféle olyan illékony anyagot tartalmaz, ami – a finomítástól függő mértékben – a kész párlatban is megjelenik, és közvetve vagy közvetlenül hozzájárul az érlelt whisky karakteréhez. Az ilyen illékony anyagok több forrásból származnak: a felhasznált gabonából, az élesztősejtek anyagából, az élesztőszaporodás anyagcsere-termékeiből és az élesztőtől független mikrobiális fertőzésekből.
Az amerikai gabonawhiskyk cefréjét az alkoholos erjedés előtt irányított tejsavas erjedéssel savanyítják; ezt sour mash, azaz savanyúcefrés módszernek nevezik.

## Coffey-féle gabonawhisky
A gabonawhisky a skót, az ír, a japán és részben a kanadai whiskygyártásban is Coffey-féle szeszfinomító rendszerrel készült whiskyt takar. Ez a whisky a finomítása után 94% alkoholtartalmú és a hagyományos whiskykhez mérten alacsony kongenertartalmú, azaz keveset őriz meg az erjedt cefre aromáiból. Nem áll távol a finomszesztől, de már érlelése előtt is kevésbé jellegtelen nála. Általában búzából vagy kukoricából készül, de sem a szakmában, sem a kereskedelemben nem nevezik búza- vagy kukoricawhiskynek – a gabona fajtája viszonylag kevés hatással van az ízvilágára, így egyszerűen gabonawhiskynek nevezik. Az ilyen gabonawhiskyt szinte mindig hagyományos whiskykkel (leggyakrabban malátawhiskyvel) keverve, kevert whiskyként hozzák forgalomba. Önálló whiskyként nem vált népszerűvé; tisztán palackozva csak igen kis mennyiségben, szinte kizárólag különleges érleléssel, prémium árkategóriában található meg a piacon. Gyártásakor elsődleges szempont a költséghatékonyság és a lehető legtöbb alkohol kinyerése az alapanyagból. Érlelés előtt nem mindig hígítják fel annyira, mint más whiskyfajtákat, de általában 80%-nál alacsonyabb alkoholtartalommal kerül a hordóba. Általában használt hordóban érlelik, amiben eredetileg jellemzően bourbon whiskyt érleltek. Gyakran többszörösen használt hordóba kerül, aminek oldható anyagai jórészt már kimerültek.
A Coffey-féle szeszfinomító (vagy egyszerűen Coffey-lepárló) egy folyamatos üzemű lepárlóoszlopból (cefreoszlopból) és egy finomítóoszlopból álló rendszer. Nevét Aeneas Coffey ír mérnökről kapta, aki 1830-ban szabadalmaztatta a rendszer legelső változatát. Az első oszlop feladata az alkohol kinyerése az oszlop felső részén folyamatosan beadagolt cefréből, mielőtt az kicsorogna az oszlop alján. Az így nyert szeszgőz a második oszlopban kerül finomításra, ahol az összetevők illékonyságuk szerint sorakoznak fel az oszlopban lévő finomítótányérokon, így folyamatosan elvehető róluk a finomított alkohol, illetve az előpárlat és az utópárlat. A mai Coffey-lepárlók szabályos finomszesz előállítására is alkalmasak, így egyes skót gabonalepárlók a gabonawhisky mellett vodka- és ginkészítés céljára is gyártanak alkoholt. A Coffey-lepárló az első, 1830-as évekbeli sikereit sem Skóciában, hanem Angliában érte el, ahol többek közt london gin főzéséhez kerestek jó minőségű tisztaszeszt.
A Coffey-féle gabonawhisky tisztán palackozva általában a következő neveken kerül forgalomba:
- Skóciában single grain Scotch whisky (egyetlen lepárlóüzemből) és blended grain Scotch whisky (több lepárlóüzemből)
- Írországban single grain Irish whiskey (egyetlen lepárlóüzemből)
- Japánban Coffey grain whisky
- az Egyesült Államokban light whiskey, de a megnevezés magában foglal minden olyan, 80–95% közötti finomítású whiskyt, ami nem érintkezett frissen kiégetett hordóval.

## Amerikai gabonawhisky
Az amerikai whiskyk legnagyobb része hagyományos gabonawhisky, melyet általában 70-75%, de törvény szerint legfeljebb 80% alkoholig finomítanak, majd a tölgyfahordós érlelés után tisztán, kizárólag víz hozzáadásával palackoznak. Elsősorban a cefre összetétele szerint különböztetik meg különböző fajtáit, míg a lepárlás és az érlelés módja többnyire azonos. A cefrét szinte mindig folyamatos üzemű cefreoszloppal párolják le, az így nyert alszeszt azonban általában kisüsttel finomítják; még az olyan nagy volumenű márkák esetén is, amilyen a Jim Beam vagy a Jack Daniel’s.
Az elmúlt évtizedekben elszaporodott kizüzemi, úgynevezett mikrofőzdék számára általában nem gazdaságos a lepárlóoszlopok üzemeltetése, mert viszonylag kis mennyiségű, és azon belül is sokféle cefréből készült párlatot állítanak elő. Ezeknél általában finomítóoszloppal ellátott lepárlóüstöt alkalmaznak, ami sokoldalúságának köszönhetően többféle párlatfajta készítésére is jól használható. (A hasonló rendszerek világszerte jellemzik a modern mikrofózdéket, például a magyar pálinkafőzdék nagy részét is.)
Az érlelés vadonatúj, belülről elszenesített hordókban történik, kivéve a kukoricawhisky esetén. Kötelező érlelési idejük nincs. A hordóba töltés után bármikor palackozhatók a lenti neveken, de két év után megkaphatják a straight („rendes”) előtagot, illetve 3 év érlelés szükséges ahhoz, hogy az Európai Unióban whiskyként kerülhessenek forgalomba. A legnagyobb részüket 4-6 évig érlelik.
A cefre általában vegyes összetételű, de egy-egy whiskymárka általában egy adott recept (angolul mashbill) alapján készül.
- Bourbon whisky: legalább 51% kukorica. A maradék általában rozs és kevés árpamaláta. A rozst ritkábban búzával helyettesítik.
- Rozswhisky (rye whisky): legalább 51% rozs. A maradék általában kukorica és kevés árpamaláta, de egyes márkák cefréje 90%-nál is több, akár 100% rozst tartalmaz.
- Kukoricawhisky (corn whisky): legalább 80% kukorica. A többi típussal ellentétben tilos frissen elszenesített fával érintkeznie, és nem kötelező hordóba tölteni, azaz lehet teljesen érleletlen is.
- Búzawhisky (wheat whisky): legalább 51% búza; a legritkább típus a szabályozott amerikai gabonawhiskyk között.

Az amerikai whisky 80%-nál magasabb (maximum 95%) alkoholtartalmúra is finomítható, illetve érlelhető a fent leírtaktól eltérő tölgyfahordóban is, ekkor azonban nem viselheti a fenti neveket. A szabálytalan finomítású vagy érlelésű gabonawhiskyk whisky distilled from XY mash (XY [pl. bourbon] cefréből lepárolt whisky) néven forgalmazhatók az Egyesült Államokban. Az utóbbi évtizedekben alapult amerikai mikrofőzdék kínálatában egyéb gabonából készült whiskyk is megjelentek – például a zab- és a köleswhisky –, de ezek törvényben külön nem szabályozott kategóriák.

## Kanadai gabonawhiskyk
A kanadai whiskygyártásban általában hagyományos, amerikai stílusú gabonawhiskyket (rozswhiskyt vagy bourbon stílusú whiskyt) kevernek Coffey-féle gabonawhiskyvel, mely utóbbit szinte mindig kukoricából finomítják. A jellegtelen gabonawhisky aránya gyakran igen magas, akár 90%. A kanadai „rozswhisky” (rye whisky vagy egyszerűen rye) az így készült kevert whiskyt jelenti – a köznyelvben és a címkézésben is – annak ellenére, hogy összességében nagyon kevés rozsszeszt tartalmaz. Ritkábban azonban tiszta rozswhiskyt is palackoznak, például az Alberta Premiumot.